# Глухий губно-зубний проривний
Глухий губно-зубний проривний — приголосний звук, що існує в деяких мовах. У Міжнародному фонетичному алфавіті записується як ⟨p̪⟩. В українській мові цей звук передається на письмі літерою п. Фонема /p̪/ зустрічається рідко. Зазвичай звук [p̪] є алофоном /p/ перед звуками [f] або [v].

## Назва
- Глухий губно-зубний проривний
- Глухий губно-зубний зімкнено-носовий приголосний
- Глухий лабіо-дентальний проривний (англ. voiceless labiodental stop)
- Глухий лабіо-дентальний зімкнено-носовий приголосний

## Властивості
- Тип фонації — глуха, тобто цей звук вимовляється без вібрації голосових зв'язок.
- Спосіб творення — проривний або зімкнений, тобто повітряний потік повністю перекривається.
- Місце творення — губно-зубне, тобто він артикулюється нижньою губою проти верхніх зубів.
- Це ротовий приголосний, тобто повітря виходить крізь рот.
- Це центральний приголосний, тобто повітря проходить над центральною частиною язика, а не по боках.
- Механізм передачі повітря — егресивний легеневий, тобто під час артикуляції повітря виштовхується крізь голосовий тракт з легенів, а не з гортані, чи з рота.

## Приклади
| Мова    | Слово     | МФА         | Значення | Примітки              |
| ------- | --------- | ----------- | -------- | --------------------- |
| грецька | σάπφειρος | [ˈsap̪firo̞s̠] | сапфір   | Див. грецька фонетика |